# Meinhard Nehmer
Meinhard Nehmer (n. 13 ianuarie 1941, Bobolin⁠(d), Police County⁠(d), Pomerania Occidentală, Polonia) este un bober german, medaliat olimpic. A participat la 2 ediții ale Jocurilor Olimpice (1976, 1980) în care a câștigat 3 medalii de aur și o medalie de bronz.